# Carlo Varetto
Carlo Varetto (Vergato, 26 maggio 1905 – Vergato, 10 gennaio 1966) è stato un tiratore a segno italiano.

## Biografia
Nato nel 1905 a Vergato, in provincia di Bologna, era padre di Sergio Varetto, anche lui tiratore a segno, partecipante ai Giochi di Roma 1960, nato dal suo secondo matrimonio.
A 31 anni partecipò ai Giochi olimpici di Berlino 1936, nella carabina 50 m a terra, arrivando 23º con 292 punti.
20 anni dopo, a 51 anni, prese di nuovo parte alle Olimpiadi, quelle di Melbourne 1956, nella carabina 50 m tre posizioni, terminando 26º con 1135 punti.
Morì nel 1966, a 60 anni.